# لي سونغ-جاي
لي سونغ-جاي (هانغل: 이성재) هو لاعب كرة قدم كوري جنوبي في مركز الهجوم، ولد في 16 سبتمبر 1987 في كوريا الجنوبية. لعب مع إنتشون يونايتد وبوهانغ ستيلرز ونادي غويانغ زايكرو.

## وصلات خارجية
- لي سونغ-جاي على موقع دوري كوريا الجنوبية (الإنجليزية)
- لي سونغ-جاي على موقع قاعدة بيانات كرة القدم.إي يو (الإنجليزية)
- لي سونغ-جاي على موقع Soccerway.com (الإنجليزية)